# Haft Tepe
Haft Tepe (em persa: هفت تپه, "as sete colinas") é um sítio arqueológico situado na província do Khuzistão, no sudoeste do Irã. Neste local, os restos da cidade elamita de Kabnak foram descobertos em 1908 e as escavações ainda são realizadas.

## Arqueologia
O local tem cerca de 1,5 km por 800 metros, formado por 14 montes, sendo o mais alto 17 metros de altura. Haft Tepe foi pesquisado pela primeira vez pelo arqueólogo francês Jacques de Morgan em 1908. O local foi escavado no período de 1965 a 1979 por uma equipe da Universidade de Teerã, liderada pelo arqueólogo iraniano Ezzat Negahban.